# Władysław Jan Narbutt
Władysław Jan Narbutt herbu Trąby – podkomorzy lidzki w latach 1694–1706, chorąży lidzki w 1692 roku, podsędek lidzki w latach 1687–1694, pisarz ziemski lidzki w latach 1683–1687.
Deputat powiatu lidzkiego do rady stanu rycerskiego rokoszu łowickiego w 1697 roku. Poseł powiatu lidzkiego na sejm 1699 roku. Poseł na sejm 1701 roku i sejm z limity 1701-1702 roku z powiatu ldzkiego. W styczniu 1702 roku podpisał akt pacyfikacji Wielkiego Księstwa Litewskiego. Poseł na sejm 1703 roku z powiatu lidzkiego. Był deputatem powiatu lidzkiego w konfederacji sandomierskiej 1704 roku.